# 도쿄 디즈니랜드 스테이션역
도쿄 디즈니랜드 스테이션 역(Tokyo Disneyland Station, 일본어: 東京ディズニーランド・ステーション駅)은 일본 지바현 우라야스시에 있는 철도역이다.

## 타는 곳
승강장 번호가 없다. 난간형 스크린도어가 설치된 단선 승강장이다.

## 역세권 정보
- 도쿄 디즈니랜드

## 역사
- 2001년 7월 27일: 영업 개시

## 인접역
| 디즈니 리조트 라인         | 디즈니 리조트 라인 | 디즈니 리조트 라인              |
| -------------------------- | ------------------ | ------------------------------- |
| 리조트 게이트웨이 스테이션 |                    | 베이사이드 스테이션 반시계 방향 |